# Zgromadzenie Sióstr Salezjanek Najświętszych Serc
Zgromadzenie Sióstr Salezjanek Najświętszych Serc (Salezjanki Najświętszych Serc) – zgromadzenie zakonne założone 25 marca 1885 w Lecce przez św. Filipa Smaldone (1848–1923), na prawie papieskim.

## Historia
Zgromadzenie Sióstr Salezjanek Najświętszych Serc zostało powołane do pracy z osobami niesłyszącymi, prowadzenie szkół i misja ewangelizacyjna. Nazwa nawiązuje do duchowości św. Franciszka Salezego oraz oznacza propagowanie kultu Serca Jezusa i Serca Maryi. W Uroczystość Świętego Franciszka Salezego, 29 stycznia 1886 r. zostały złożone pierwsze śluby zakonne. Dekretem Stolicy Apostolskiej z dnia 21 czerwca 1925 zgromadzenie zostało zatwierdzone przez Stolicę Apostolską.

## Działalność
- Rzym – Dom Generalny w Rzymie

Włochy:
- Centrum rehabilitacji mowy: Bari, Lecce, Manduria, Neapol, Palmi, Rzym, Salerno (2).
- Ośrodki opieki nad dziećmi: San Cesario di Lecce i Foggia
- Przedszkola: Bari, Castri, Foggia, Formia, Lecce, Melissano, Molfetta, Prepezzano, Rzym, Salerno, San Cesario, Torchiarolo, Trepuzzi
- Szkoły Podstawowe: Bari, Foggia, Lecce, Manduria , Neapol, Rzym, Salerno
- Szkoły średnie pierwszego stopnia: Mercatello, Neapol, Rzym
- Szkoły średnie drugiego stopnia: Barletta
- Kursy przygotowujące do pracy zawodowej: Mercatello
- Ochronki: San Cesario di Lecce
- Domy wczasowe i formacyjne: Formia, Lecce Dom Matka, Rzym, Tabiano

Brazylia:
- Centrum rehabilitacji mowy: Belem (Para), Fortaleza (Ceara), Manaus (Amazonia), Pouso Alegre (Minas Gerais)
- Ośrodki duszpasterstwa młodzieży: Brazylia (DF), Anapolis (Goias) Paranoa (DF)
- Dom formacyjny: Brasilia (DF)
- Kuria kościelna: w Nuncjaturze Brasilia

Rwanda:
- Centrum rehabilitacji mowy: Kigali
- Przedszkole: Nyamata
- Dom formacyjny: Kigali
- Kuria kościelna: w Nuncjaturze Kigali

Benin:
- Zintegrowane centrum szkolne z rehabilitacją mowy: Peporiyakou
- Opieka doraźna: Peporiyakon

Tanzania:
- Przedszkole: Ikonda
- Szpital: Ikonda

Paragwaj:
- Przedszkole: Pilar
- Katecheza parafialna: Pilar

Filipiny:
- Duszpasterstwo Niesłyszących i formacja personalno-chrześcijańska młodzieży: Antypolo

Indonezja:
- Duszpasterstwo Niesłyszących i formacja personalno-chrześcijańska młodzieży: Maumere

Polska:
- Duszpasterstwo Niesłyszących i formacja personalno-chrześcijańska młodzieży: Rudnik nad Sanem